# Jadwiga Niewolak
Jadwiga Niewolak z d. Wiśniowska ps. Badylek (ur. 22 lutego 1911 w Rzeszowie, zm. 26 października 2003 w Sanoku) – uczestniczka PWK, uczestniczka kampanii wrześniowej, łączniczka i kurierka SZP, później ZWZ-AK KObw. i Inspektoratu Rzeszów Okręg Kraków.

## Życiorys
Urodziła się 22 lutego 1911 w Rzeszowie w rodzinie Tomasza Wiśniowskiego (listonosz) i Marii z Jagiełłów. Wychowywała się z sześciorgiem rodzeństwa. Uczyła się w szkole powszechnej w Rzeszowie, a po jej ukończeniu uczęszczała do rzeszowskiej Zawodowej Szkoły Przemysłowej Żeńskiej TSL, a następnie do Seminarium Nauczycielskiego Rzemiosł i Gospodarstwa Domowego ss. Urszulanek w Rybniku, uzyskując w 1933 świadectwo dojrzałości i gdzie należała do Hufca Szkolnego Przysposobienia Wojskowego Kobiet. Kiedy odbyła praktyki zawodowe, uzyskała także dyplom uprawniający ją do wykonywania zawodu nauczyciela. Od 6 grudnia 1934 rozpoczęła pracę nauczycielki w trzyklasowej zawodowej Szkole Dokształcającej w Kolbuszowej, a od września 1935 w szkole gospodarstwa domowego przy Gimnazjum Krawieckim Towarzystwa Szkół Ludowych w Rzeszowie. W tym czasie była aktywną działaczką w Towarzystwie Szkół Ludowych prowadząc liczne kursy gospodarcze dla dziewcząt i gospodyń w podrzeszowskich wioskach. Od 1 września 1936 była członkinią Związku Nauczycielstwa Polskiego.
We wrześniu 1939 zmobilizowano Jadwigę jako ochotniczkę Pomocniczej Służby Wojskowej Kobiet. Objęła stanowisko intendentki gospodarczej punktu PCK w służbach medycznych 17 pp., który wycofał się pod Kałusz k. Stanisławowa. Po agresji sowieckiej 1939 udało jej się wrócić do Rzeszowa pod okupację niemiecką, nie mając niestety możności podjęcia pracy nauczycielskiej. Od października 1939, kiedy została zwerbowana przez podpułkownika Kazimierza Heilman-Rawicza ps. „Orzeł”, niedawnego dowódcę 65 pp z Bydgoszczy, weszła w skład grupy pierwszych organizatorów konspiracji Służby Zwycięstwu Polski. Była łączniczką płk. Rawicza na terenie Rzeszowa i powiatu rzeszowskiego, pośredniczyła w nawiązaniu kontaktów pomiędzy nim a przedstawicielami miejscowej inteligencji. Razem z siostrą Anną Możdżanową udzielała kwater w domu przy ul. Kordeckiego 27 w Rzeszowie grupie oficerów ppłk. K. Rawicza, prowadziła również nasłuch wiadomości radiowych. W grudniu 1939 „odprawiała” grupę ppłk. Rawicza do „Bazy” Związku Walki Zbrojnej, znajdującej się w Budapeszcie. W 1940 poślubiła Stanisława Niewolaka urzędnika Ubezpieczalni Społecznej w Rzeszowie. Mieli dwie córki: Annę i Marię. Wiosną ukrywała por. Ł. Cieplińskiego ps. „Pług”, który zdołał zbiec z niemieckiego więzienia w Sanoku, Komendanta Obwodu, a później Inspektoratu ZWZ Rzeszów. Wówczas została oficjalnie zaprzysiężona do ZWZ pod ps. „Badylek” i podlegając bezpośrednio Cieplińskiemu. W dalszym ciągu, aż do końca okupacji niemieckiej, sprawowała funkcję łączniczki, gońca i kuriera. Prowadziła punkt kontaktowy Komendy Obwodu, a od kwietnia 1941 Komendy Inspektoratu ZWZ-AK Rzeszów, przenosiła dokumenty, rozkazy, a także obsługiwała kilka „skrzynek pocztowych”. Dostarczała instrukcje oraz rozkazy dla kpt. Edwarda Brydaka ps. „Andrzej”, który był komendantem Rzeszowskiego Obwodu Armii Krajowej . W jej mieszkaniu na Staroniwie odbywały się odprawy szkoleniowe inspektora i podlegających mu  komendantów obwodów oraz odprawy referentów służb specjalnych AK. Ponadto udzielała kwatery dla oficerów KG AK i KO AK Kraków, którzy prowadzili w Rzeszowie inspekcję. W jej mieszkaniu Niemcy dwukrotnie przeprowadzali rewizje. Po Akcji „Burza”, w sierpniu 1944 zaprzestała działalności konspiracyjnej.
Po wkroczeniu Armii Czerwonej powróciła do pracy w szkolnictwie. Uczestniczyła w organizowaniu Szkoły Gospodarczej przy Państwowym Gimnazjum Krawieckim w Rzeszowie, w której rozpoczęła pracę od 1 września 1944, a także założyła Szkolne Koło PCK przy tym, gimnazjum. 25 sierpnia 1948 uzyskała dyplom, który uprawniał ją do nauczania przedmiotów zawodowych w szkołach gimnazjalnych i średnich zawodowych. Prowadziła w szkole zajęcia praktyczne, a także nadzorowała szkolne praktyki zawodowe. Przygotowała pierwszą pracownię technologiczną i była współorganizatorką stołówki szkolnej. Aktywnie pracowała w zespole metodycznym, przeprowadzając liczne lekcje pokazowe. Była do 1955 inwigilowana przez UB. Od 1965 należała do Związku Bojowników o Wolność i Demokrację. W 1966 przeszła na emeryturę, ale do 1973 nadal uczyła w Zespole Szkół Gospodarczych. Należała do Ligi Kobiet Polskich współpracując z Wojewódzkim Ośrodkiem Gospodarstwa Domowego. Była wykładowcą na kursach, prelegentką, współzałożycielką izby tradycji w tym ośrodku.
Jadwiga Niewolak zmarła 26 października 2003 w Sanoku.
W 2004 w Rzeszowie jej imieniem nazwano nowo otwartą salę gimnastyczną Zespołu Szkół Gastronomicznych im. Mikołaja Spytka Ligęzy.

## Odznaczenia
- Krzyż Srebrny Orderu Wojennego Virtuti Militari[a][2] – 1944
- Złoty Krzyż Zasługi – 1 listopada 1969
- Krzyż Armii Krajowej – dwukrotnie (Londyn 21 marca 1978, Warszawa 7 grudnia 1994)
- Medal Wojska – czterokrotnie (Londyn, 15 sierpnia 1948)
- Odznaka „Zasłużony dla Województwa Rzeszowskiego”
- Honorowa Odznaka Ligi Kobiet Polskich